# Завод азотних добрив у Айн-Сохні
Завод азотних добрив у Айн-Сохні (EFC) – підприємство єгипетської хімічної промисловості, споруджене у промисловій зоні біля червономорського порту Айн-Сохна.
В 1990-х – на початку 2000-х в єгипетському секторі Середземного моря виявили значні запаси природного газу, що призвело до створення цілого ряду виробництв, орієнтованих на його використання. Одним з них став завод азотних добрив у Айн-Сохні, яким опікується Egyptian Fertilizers Company (EFC). 
Виробничі потужності заводу складаються із двох однакових черг, які стали до ладу в 2000 та 2006 роках. Кожна з них здатна щодоби випускати 1200 тон аміаку та 1750 тон сечовини. Номінальна річна потужність заводу зазначається як 1,55 млн тон добрив, при цьому варто зазначити, що виробничий комплекс також містить запущену в 2010-му установку змішування сечовини з нітратом амонію потужністю 325 тисяч тон на рік.
Майданчик заводу розташований неподалік від портової зони Айн-Сохна, що полегшує експорт готової продукції. Також отримують певний зиск від спільного використання інфраструктурних об’єктів (постачання води, водовідведення та інше) із сусіднім заводом з виробництва аміаку компанії EBIC.
Природний газ надходить до Айн-Сохни по газотранспортному коридору Порт-Саїд – Аль-Сохна та системі Рас-Шукейр – Аль-Сохна.
З 2005 року власниками EFC були саудійська компанія Savola та зареєстрований в Єгипті Qalaa Holdings, за яким, втім, також стояли інвестори з регіону Перської затоки. В 2008-му EFC викупила компанія OCI NV, що володіє рядом заводів з виробництва добрив у кількох країнах світу. В 2019-му OCI NV та нафтогазовий концерн Abu Dhabi National Oil Co. (ADNOC) створили компанію Fertiglobe з розподілом участі як 58% та 42%, при цьому до сфери діяльності Fertiglobe увійшов і Єгипет.
В першій половині 2020-х очікується реалізація у індустріальній зоні Айн-Сохна проекту з виробництва водню шляхом електролізу. Частина цього водню буде постачатись на завод EFC для подальшого використання у синтезі аміаку.